# Гран-при Австралии 2012 года
Гран-при Австралии 2012 года (официально 2012 Formula 1 Qantas Australian Grand Prix) — автогонка чемпионата мира «Формулы-1», которая прошла 18 марта на трассе Альберт Парк в Мельбурне, Австралия. Она стала первой гонкой сезона 2012 Формулы-1.
Этот Гран-при стал первым, начиная с Гран-при Германии 1973 года, когда на старте не было ни одного итальянца. Также, впервые в истории Формулы-1 на старт вышли шесть гонщиков, завоёвывавших ранее титул чемпиона мира: Михаэль Шумахер (1994—1995, 2000—2004), Фернандо Алонсо (2005—2006), Кими Райкконен (2007), Льюис Хэмилтон (2008), Дженсон Баттон (2009) и Себастьян Феттель (2010—2011).
Гонка прошла при преимуществе гонщиков команды Макларен — Хэмилтон завоевал поул и финишировал третьим, а Баттон победил и установил быстрейший круг. Феттель дополнил подиум, финишировав вторым. Напарник немца Уэббер по команде Ред Булл финишировал четвёртым. Пятым стал Алонсо, сумевший отстоять свою позицию несмотря на повышенный износ шин, а вот Шумахер не смог преобразовать прекрасное стартовое место в очки, сойдя в начале гонки из-за технических неполадок. Гонка прошла с необычно большим количеством инцидентов, в особенности на последнем круге произошло множество перестановок, из-за чего гонщики на местах с 8-го по 11-е на финише уместились менее чем в полусекунде. Победителем перипетий последнего круга стал Даниэль Риккардо, завоевавший свои первые очки в Формуле-1.

## Свободные заезды
Обе пятничные тренировки первой гонки сезона прошли на мокрой трассе: дождь стих незадолго до начала первой сессии, а затем в начале и по ходу второй сессии то начинался, то снова прекращался. В связи с этим особой активности на трассе не было — почти все гонщики откатали не более двух десятков кругов. Лидерами первой сессии оказались гонщики McLaren, вслед за которыми расположился Шумахер, долгое время занимавший первую строчку. В конце второй сессии асфальт просох, и на трассу выехали почти все. В результате первое время на последних секундах повторно показал Шумахер. Прекрасные результаты немца и его напарника многие наблюдатели объясняли наличием у Мерседеса особой системы воздуховодов, связанных с DRS. В прессе широко обсуждались как особенности конструкции этой системы, так и соответствие её правилам. Тем не менее, технический делегат ФИА Чарли Уайтинг в четверг проверил эту систему и заявил, что правил она не нарушает.
Субботняя тренировка прошла при хорошей, солнечной погоде. Результаты гонщиков оказались очень плотными — в три секунды отставания уложились 19 гонщиков. Лучшее время, как и на первой тренировке, показал гонщик McLaren, но на этот раз это сделал Хэмилтон. Двое немцев — чемпионов мира (Шумахер и Феттель) ошиблись и вылетели в гравий, избежав при этом повреждений своих автомобилей.
У команды HRT, как и в прошлом сезоне, возникли сложности с подготовкой автомобилей, так что Картикеян в первой сессии не успел проехать и круга, после чего остановился из-за проблем с двигателем, а во второй — не смог показать сколько-нибудь приемлемого результата, отстав от лидера аж на 13 секунд. Де ля Роса и вовсе смог проехать лишь один круг без зачетного времени. Лишь в субботу автомобили удалось наконец подготовить, и гонщики прошли 13 и 12 кругов соответственно. Тем не менее, отставание от лидеров все равно оставалось очень большим.
Тест-пилоты в тренировках не участвовали.
| Сессия | № | Лидер           | Конструктор      | Ш | Время    | Погода                          | Воздух °C | Трасса °C |
| ------ | - | --------------- | ---------------- | - | -------- | ------------------------------- | --------- | --------- |
| 1      | 3 | Дженсон Баттон  | McLaren-Mercedes | P | 1:27,560 | Облачно, сыро, затем сухо       | +18…21    | +20…23    |
| 2      | 7 | Михаэль Шумахер | Mercedes         | P | 1:29,183 | Небольшой дождь в начале сессии | +19       | +18…21    |
| 3      | 4 | Льюис Хэмилтон  | McLaren-Mercedes | P | 1:25,681 | Солнечно, сухо                  | +19…20    | +29…34    |

## Квалификация
Квалификация прошла при сухой и солнечной погоде. В первой части квалификации оба гонщика HRT не смогли преодолеть барьер 107 %. Кими Райкконен допустил ошибку на быстром круге и не смог выйти во второй сегмент. В начале второго сегмента в гравий вылетел Фернандо Алонсо, машина застряла и ему пришлось досрочно завершить квалификацию. Второй гонщик Феррари — Фелипе Масса также не смог выйти в третий сегмент. В начале третьего сегмента Льюис Хэмилтон стал единственным, кто вышел из 1 минуты 25 секунд, это время позволило ему завоевать поул. Второе место также заняла машина McLaren — Баттона. Третьим стал Ромен Грожан на Лотус, 4-м — Михаэль Шумахер, что стало его лучшим результатом после возвращения в спорт. Гонщики Ред Булл квалифицировались лишь на третий стартовый ряд. Даниэль Риккардо сэкономил комплект резины и не показал времени.
По окончании квалификации команда HRT подала запрос о допуске к гонке, однако стюарды ответили отказом.
Серхио Перес не смог показать времени во втором сегменте, позднее команда объявила о смене на его машине коробки передач, за что он получил штраф в 5 позиций.
| Место                   | №  | Гонщик            | Конструктор          | Часть 1  | Часть 2  | Часть 3  | Старт |
| ----------------------- | -- | ----------------- | -------------------- | -------- | -------- | -------- | ----- |
| 1                       | 4  | Льюис Хэмилтон    | McLaren-Mercedes     | 1:26,800 | 1:25,626 | 1:24,922 | 1     |
| 2                       | 3  | Дженсон Баттон    | McLaren-Mercedes     | 1:26,832 | 1:25,663 | 1:25,074 | 2     |
| 3                       | 10 | Ромен Грожан      | Lotus-Renault        | 1:26,498 | 1:25,845 | 1:25,302 | 3     |
| 4                       | 7  | Михаэль Шумахер   | Mercedes             | 1:26,586 | 1:25,571 | 1:25,336 | 4     |
| 5                       | 2  | Марк Уэббер       | Red Bull-Renault     | 1:27,117 | 1:26,597 | 1:25,651 | 5     |
| 6                       | 1  | Себастьян Феттель | Red Bull-Renault     | 1:26,773 | 1:25,982 | 1:25,668 | 6     |
| 7                       | 8  | Нико Росберг      | Mercedes             | 1:26,763 | 1:25,469 | 1:25,686 | 7     |
| 8                       | 18 | Пастор Мальдонадо | Williams-Renault     | 1:26,803 | 1:26,206 | 1:25,908 | 8     |
| 9                       | 12 | Нико Хюлькенберг  | Force India-Mercedes | 1:27,464 | 1:26,314 | 1:26,451 | 9     |
| 10                      | 16 | Даниэль Риккардо  | Toro Rosso-Ferrari   | 1:27,024 | 1:26,319 | —        | 10    |
| 11                      | 17 | Жан-Эрик Вернь    | Toro Rosso-Ferrari   | 1:26,493 | 1:26,429 |          | 11    |
| 12                      | 5  | Фернандо Алонсо   | Ferrari              | 1:26,688 | 1:26,494 |          | 12    |
| 13                      | 14 | Камуи Кобаяси     | Sauber-Ferrari       | 1:26,182 | 1:26,590 |          | 13    |
| 14                      | 19 | Бруно Сенна       | Williams-Renault     | 1:27,004 | 1:26,663 |          | 14    |
| 15                      | 11 | Пол ди Реста      | Force India-Mercedes | 1:27,469 | 1:27,086 |          | 15    |
| 16                      | 6  | Фелипе Масса      | Ferrari              | 1:27,633 | 1:27,497 |          | 16    |
| 17                      | 15 | Серхио Перес      | Sauber-Ferrari       | 1:26,596 | —        |          | 221   |
| 18                      | 9  | Кими Райкконен    | Lotus-Renault        | 1:27,758 |          |          | 17    |
| 19                      | 20 | Хейкки Ковалайнен | Caterham-Renault     | 1:28,679 |          |          | 18    |
| 20                      | 21 | Виталий Петров    | Caterham-Renault     | 1:29,018 |          |          | 19    |
| 21                      | 24 | Тимо Глок         | Marussia-Cosworth    | 1:30,923 |          |          | 20    |
| 22                      | 25 | Шарль Пик         | Marussia-Cosworth    | 1:31,670 |          |          | 21    |
| 107 % времени: 1:32,214 |    |                   |                      |          |          |          |       |
| 23                      | 22 | Педро де ла Роса  | HRT-Cosworth         | 1:33,495 |          |          | НКВ   |
| 24                      | 23 | Нараин Картикеян  | HRT-Cosworth         | 1:33,643 |          |          | НКВ   |
| Источник:               |    |                   |                      |          |          |          |       |

1. ↑  — Перес был перемещен с 17-го на 22-е место за замену коробки передач после квалификации[3].

## Гонка
На старте Дженсон Баттон опередил Хэмилтона, на третье место вышел Шумахер, опередивший Грожана. Позади Фелипе Масса отыграл сразу шесть позиций. Позади произошло сразу несколько столкновений. Уэббер стартовал плохо, был зажат с двух сторон между Хюлькенбергом и Вернем. Получившийся тройной контакт привел к сходу Хюлькенберга. Хорошо стартовавший Перес врезался сзади в собственного партнера по команде — Кобаяси и повредил ему заднее антикрыло. Кроме того, Бруно Сенна и Даниэль Риккардо столкнулись и были вынуждены совершить по пит-стопу, что отбросило их в конец пелотона. На втором круге контактная борьба продолжилась — Пастор Мальдонадо, обгоняя Ромена Грожана, выдавил того за пределы трассы, француз вылетел в гравий и сошёл из-за поломки подвески. На 11 круге прервалось хорошее выступление Михаэля Шумахера — он сошёл из-за неисправности в коробке передач.
На 13 круге началась серия пит-стопов. Совершивший свою остановку в боксах на 17-м круге, Хэмилтон попал в трафик, потерял время на обгонах и к 35 кругу проигрывал лидеру более 13 секунд. Однако, ещё через два круга из-за проблем с гидроусилителем руля сошёл Виталий Петров, при этом остановил свой автомобиль он непосредственно на стартовой прямой в опасной позиции. Организаторы гонки выпустили на трассу пейс-кар, что существенно поменяло расклад гонки. Большинство гонщики воспользовалось этим для совершения пит-стопа. За счет оперативных действий при смене шин на второе место вышел действующий чемпион мира Себастьян Феттель.
После рестарта на 42-м круге Баттон сохранил лидерство, и уже через два круга довел своё преимущество над Феттелем до четырёх секунд. Хэмилтон не смог претендовать на второе место — вместо этого ему пришлось защищаться от атак вышедшего на 4-е место Уэббера. Позади Мальдонадо безуспешно атаковал Алонсо в борьбе за пятое место — несмотря на сильно изношенные шины, испанец так и не пропустил южноамериканца вперед. На 48-м круге Сенна попытался воспользоваться атакой Риккардо на Массу, в результате Фелипе сошёл сразу, а Бруно — через несколько кругов, успев провести ремонт в боксах.
На последнем круге Мальдонадо, переоценивший свои возможности в борьбе с Алонсо, не справился с управлением и врезался в стену. На шестое место, таким образом, вышел Камуи Кобаяси, всю гонку промучавшийся с поврежденным задним антикрылом. Росберг в борьбе за седьмое место допустил контакт с Пересом, что отбросило их обоих назад, и если мексиканец потерял только одну позицию, пропустив вперед Кими Райкконена, то немец получил прокол и еле-еле смог финишировать.
Наконец, в конце очковой зоны из-за собственной ошибки Вернь, бывший девятым, пропустил вперед ди Ресту и Риккиардо. Британец и австралиец за несколько поворотов до финиша успели устроить дуэль за девятое место. Победителем в этом сражении стал Риккардо, оказавшийся в наибольшем выигрыше по результатам неразберихи последнего круга — он поднялся вверх сразу на четыре места. Ди Реста стал десятым, Вернь — одиннадцатым, двенадцатым с проколотым колесом финишировал Росберг. На тринадцатом месте был классифицирован сошедший Мальдонадо, четырнадцатым смог финишировать единственный оставшийся на трассе гонщик Marussia Тимо Глок.
Таким образом, в первой гонке сезона без особых проблем победил Баттон, вторым стал действующий чемпион Феттель. Победитель гонки также установил и быстрый круг. Напарник Баттона Хэмилтон не смог поддержать темп партнера, но все же защитил свою позицию на подиуме от атак Уэббера. Четвёртое место австралийца, несмотря на эту локальную неудачу, стало для него лучшим выступлением на родине.
| Место | С  | +/- | №  | Гонщик            | Команда              | Ш | Круги | Время/причина схода | О  |
| ----- | -- | --- | -- | ----------------- | -------------------- | - | ----- | ------------------- | -- |
| 1     | 2  | ▲1  | 3  | Дженсон Баттон    | McLaren-Mercedes     | P | 58    | 1:34:09,565         | 25 |
| 2     | 6  | ▲4  | 1  | Себастьян Феттель | Red Bull-Renault     | P | 58    | +2,139              | 18 |
| 3     | 1  | ▼2  | 4  | Льюис Хэмилтон    | McLaren-Mercedes     | P | 58    | +4,075              | 15 |
| 4     | 5  | ▲1  | 2  | Марк Уэббер       | Red Bull-Renault     | P | 58    | +4,547              | 12 |
| 5     | 12 | ▲7  | 5  | Фернандо Алонсо   | Ferrari              | P | 58    | +21,565             | 10 |
| 6     | 13 | ▲7  | 14 | Камуи Кобаяси     | Sauber-Ferrari       | P | 58    | +36,766             | 8  |
| 7     | 17 | ▲10 | 9  | Кими Райкконен    | Lotus-Renault        | P | 58    | +38,014             | 6  |
| 8     | 22 | ▲14 | 15 | Серхио Перес      | Sauber-Ferrari       | P | 58    | +39,458             | 4  |
| 9     | 10 | ▲1  | 16 | Даниэль Риккардо  | Toro Rosso-Ferrari   | P | 58    | +39,556             | 2  |
| 10    | 15 | ▲4  | 11 | Пол ди Реста      | Force India-Mercedes | P | 58    | +39,737             | 1  |
| 11    | 11 | ▬   | 17 | Жан-Эрик Вернь    | Toro Rosso-Ferrari   | P | 58    | +39,848             |    |
| 12    | 7  | ▼5  | 8  | Нико Росберг      | Mercedes             | P | 58    | +57,642             |    |
| 13    | 8  | ▼5  | 18 | Пастор Мальдонадо | Williams-Renault     | P | 57    | +1 круг (НФ)        |    |
| 14    | 20 | ▲6  | 24 | Тимо Глок         | Marussia-Cosworth    | P | 57    | +1 круг             |    |
| 15    | 21 | ▲6  | 25 | Шарль Пик         | Marussia-Cosworth    | P | 53    | +5 кругов (НФ)      |    |
| 16    | 14 | ▼2  | 19 | Бруно Сенна       | Williams-Renault     | P | 52    | +6 кругов (НФ)      |    |
| Сход  | 16 | ▼1  | 6  | Фелипе Масса      | Ferrari              | P | 47    | Подвеска            |    |
| Сход  | 19 | ▲1  | 20 | Хейкки Ковалайнен | Caterham-Renault     | P | 39    | Рулевое управление  |    |
| Сход  | 20 | ▲1  | 21 | Виталий Петров    | Caterham-Renault     | P | 35    | Рулевое управление  |    |
| Сход  | 4  | ▼16 | 7  | Михаэль Шумахер   | Mercedes             | P | 11    | Коробка передач     |    |
| Сход  | 3  | ▼18 | 10 | Ромен Грожан      | Lotus-Renault        | P | 2     | Авария              |    |
| Сход  | 10 | ▼12 | 12 | Нико Хюлькенберг  | Force India-Mercedes | P | 1     | Авария              |    |
| НКВ   |    |     | 22 | Педро де ла Роса  | HRT-Cosworth         | P |       |                     |    |
| НКВ   |    |     | 23 | Нараин Картикеян  | HRT-Cosworth         | P |       |                     |    |

| № | Гонщик            | Автомобиль       | Круги              | Всего |
| - | ----------------- | ---------------- | ------------------ | ----- |
| 3 | Дженсон Баттон    | McLaren-Mercedes | 1-15, 17-35, 37-58 | 56    |
| 4 | Льюис Хэмилтон    | McLaren-Mercedes | 16                 | 1     |
| 1 | Себастьян Феттель | Red Bull-Renault | 36                 | 1     |

## Положение в чемпионате после Гран-при
| Место | +/- | Гонщик            | Очки |
| ----- | --- | ----------------- | ---- |
| 1     | ▬   | Дженсон Баттон    | 25   |
| 2     | ▬   | Себастьян Феттель | 18   |
| 3     | ▬   | Льюис Хэмилтон    | 15   |
| 4     | ▬   | Марк Уэббер       | 12   |
| 5     | ▬   | Фернандо Алонсо   | 10   |

| Место | +/- | Конструктор      | Очки |
| ----- | --- | ---------------- | ---- |
| 1     | ▬   | McLaren-Mercedes | 40   |
| 2     | ▬   | Red Bull-Renault | 30   |
| 3     | ▬   | Sauber-Ferrari   | 12   |
| 4     | ▬   | Ferrari          | 10   |
| 5     | ▬   | Lotus-Renault    | 6    |

- Примечание: В обе таблицы включены только 5 позиций.